# Selman Waksman
Selman Abraham Waksman (Nova Pryluka, 22 de julio de 1888-Woods Hole, 16 de agosto de 1973) fue un bioquímico y microbiólogo estadounidense, que en 1952 obtuvo el premio Nobel en Fisiología o Medicina.

## Biografía
Nació en la aldea Nova Pryluka, 35 km al noroeste de Vínnitsa y 220 km al suroeste de Kiev. Cursó estudios secundarios en la ciudad de Odesa. En 1910 se trasladó a Estados Unidos, donde se matriculó en la Universidad de Rutgers (Nueva Jersey), para estudiar Agricultura. Tras realizar estudios de bioquímica se doctoró en esta especialidad en la Universidad de California. En 1916, una vez obtenida la nacionalidad estadounidense, asumió la dirección del Departamento de Microbiología de la Universidad Rutgers.
Estudió cómo los microorganismos patógenos, como por ejemplo el de la tuberculosis, eran destruidos en el suelo. Investigando sobre este hecho descubrió que ciertos microorganismos eran los responsables de esta destrucción, entre ellos una bacteria a la que denominó Streptomyces griseus.
El primer antibiótico que descubrió Waksman fue la actinomicina, que inicialmente no se pudo utilizar debido a su alta toxicidad.

### La estreptomicina y el premio Nobel
Tres años después, Albert Schatz, que era alumno de Waksman para el posgrado en Microbiología, descubrió la estreptomicina, el segundo antibiótico útil en la Historia de la humanidad ―el primer antibiótico, la penicilina, había sido descubierto por Alexander Fleming (1881-1955)―. Waksman, utilizando su prestigio como microbiólogo, publicó un artículo atribuyéndose el descubrimiento. Waksman sistemáticamente negó la genialidad de su alumno de posgrado y durante años usufructuó económicamente las patentes del descubrimiento. Albert Schatz lo demandó y, finalmente, llegaron a un acuerdo que reconocía a Schatz como codescubridor y le concedía parte de los derechos económicos de la patente. Pese al acuerdo, en 1952 la Academia Sueca otorgó el premio Nobel de Medicina y Fisiología a Waksman en solitario por sus "sus estudios ingeniosos, sistemáticos y exitosos de los microorganismos del suelo, que llevaron al descubrimiento de la estreptomicina", considerando a Schatz como un mero ayudante.

### Trabajos posteriores
Waksman continuó dirigiendo el instituto de microbiología de la universidad Rutgers, donde se desarrollaron otros antibióticos como la neomicina. Dedicó parte del dinero recibido por la patente de la estreptomicina a financiar el propio instituto, así como la fundación que lleva su nombre.
Waksman murió en la ciudad de Woods Hole (estado de Massachusetts), en 1973. A su muerte, el instituto en que trabajó toda su vida se renombró como Instituto Waksman de Microbiología.
Desde 1968, la Academia Nacional de Ciencias de Estados Unidos concede el premio bienal que lleva su nombre a investigadores que destacan en el campo de la microbiología.

## Algunas publicaciones
Fue autor o coautor de más de 400 artículos científicos, así como de veintiocho libros y catorce folletos científicos.
- 1926: Enzymes.
- 1936-1938: Humus: origin, chemical composition, and importance in nature.
- 1938: Principles of soil microbiology.
- 1954. My life with the microbes (autobiografía).